# Familia Marista
La Familia Marista es la agrupación de las congregaciones creadas o inspiradas por el padre Marcelino Champagnat.

## Congregaciones maristas
La Familia Marista está compuesta por estas congregaciones:

### Sociedad de María
La Sociedad de María (Societas Mariae; S.M.), también llamados Padres Maristas, es una congregación católica, fundada por los sacerdotes Juan Claudio Colin, San Marcelino Champagnat y un grupo de otros seminaristas en Francia en 1816.

### Hermanos Maristas
La Congregación de los Hermanos Maristas (Fratres Maristae Scholarum; F.M.S.), es una congregación fundada en 1817 por San Marcelino Champagnat, quien también fue Padre Marista y de quien su lema era: "Para educar hay que amar, y amarlos a todos por igual". Su misión está dirigida hacia la educación tomando muy en cuenta los valores como la humildad, la sencillez y la modestia. Actualmente tienen presencia en 85 países de los 5 continentes: Europa, África, América, Asia, y Oceanía. Actualmente cuenta con 3270 hermanos.

### Hermanas Maristas
Las Hermanas Maristas (S.M.) es una congregación fundada por Juana María Chavoin, destinada a proteger a los más pobres al estilo de María. Hoy día son 467 Hermanas, repartidas en dieciocho países.

### Hermanas Misioneras de la Sociedad de María
Las Hermanas Misioneras de la Sociedad de María (S.M.S.M.), es una congregación impulsada por la laica Françoise Perroton. Su objetivo es anunciar a Jesús en lugares de conflicto. Actualmente son 596 hermanas misioneras, repartidas en treinta países.

### Maristas Laicos
Los Maristas Laicos, también llamados Maristas Seglares, son la agrupación de laicos que participan de las actividades de la Familia Marista, y que están representados en la Comisión de Laicos del Consejo General, formada en el año 2002.

El XIX Capítulo General reconoce que el Proyecto de Vida del Movimiento Champagnat ofrece un camino válido a los laicos para vivir la espiritualidad marista.
H. Benito Arbués, XIX Capítulo General, 1993.